# Fazail Ibrahimli
Fazail Ibrahimli est un homme politique azerbaïdjanais, membre des IIe, IIIe, IVe, Ve et VIe législatures de l'Assemblée nationale d'Azerbaïdjan.

## Biographie
Fazail Ibrahimli est né le 12 avril 1951 dans le village de Tchanagboulag du district de Yardimli. Il est diplômé de la faculté d'histoire de l'Université pédagogique d'État d'Azerbaïdjan. Il est l'auteur d'une centaine d'ouvrages scientifiques, dont plusieurs monographies, manuels et aides pédagogiques. Il parle russe.

### Carrière
En 1973-1977, Fazail Ibrahimli a travaillé comme enseignant à l'école du village Tchanagboulag du district de Yardimli. Il est professeur à l'Université d'État de Bakou depuis 2000. Il est président du Comité des syndicats publics et des institutions religieuses de l'Assemblée nationale. Il est le chef du groupe de travail sur les relations interparlementaires Azerbaïdjan-Libye.
Il est le chef de la délégation azerbaïdjanaise à l'Union parlementaire de l'Organisation de la coopération islamique.
Depuis le 10 mars 2020, il est vice-président de l'Assemblée nationale de la République d'Azerbaïdjan.

### Famille
F. Ibrahimli est marié et a trois enfants.

## Prix
- Ordre de la Gloire[3]